# Babki Oleckie
Babki Oleckie (niem. Babken, Kirchspiel Marggrabowa/Treuburg, 1938–1945 Legenquell) – wieś w Polsce położona w województwie warmińsko-mazurskim, w powiecie oleckim, w gminie Olecko.
W latach 1954–1971 wieś należała i była siedzibą władz gromady Babki Oleckie, po jej zniesieniu w gromadzie Szczecinki. W latach 1975–1998 miejscowość administracyjnie należała do województwa suwalskiego.
Wieś czynszowa lokowana na prawie chełmińskim na 30 włókach w 1562 r., gdy zasadźcy: Piotr Klimaszewski i Marcin Czerwonka kupili od starosty książęcego (Wawrzyńca von Halle) trzy włóki sołeckie. W XVII wieku wieś zamieszkana była wyłącznie przez ludność polską.
Młyn zbudowano przed rokiem 1640. Zniszczenia z wojny polsko-szwedzkiej, a w szczególności najazd Tatarów hetmana Gosiewskiego, spowodował, że w roku 1683 miejscowi chłopi odrabiali szarwark także w majątku w Sedrankach. Jednoklasowa szkoła powstała około roku 1740. Do 1938 r. wieś zachowała w urzędowej nazwie polski rdzeń Babken, jednakże w 1938 władze hitlerowskie zmieniły nazwę wsi (w ramach akcji germanizacyjnej) na Lagenquell.
W roku 1938 Babki Oleckie razem z Plusquianką (Mały Lasek), leśniczówką Sedranki i Pieńkami, zwanymi też Danielewem (Stobbenort), liczyły 399 mieszkańców. 